# Championnat du monde universitaire de baseball
Pour les articles homonymes, voir Championnat du monde universitaire.
Le Championnat du monde universitaire de baseball est une compétition internationale de baseball réservée aux moins de vingt-trois ans.
Gérée par la Fédération internationale du sport universitaire (FISU), elle est reconnue par la Fédération internationale de baseball.
Les États-Unis sont en tête du palmarès avec trois médailles d'or sur cinq éditions disputées. Cuba est champion en titre grâce à sa victoire en 2010,.

## Histoire
Disputé pour la première en 2002 à Messine en Italie, ce championnat est à l'origine censé se dérouler tous les deux ans. Cuba remporte le premier championnat, les États-Unis les trois suivants avant une nouvelle victoire des cubains en 2010. L'édition de 2012 est annulée faute de participants.
Les résultats du championnat entrent en compte dans le calcul du classement mondial de l'IBAF au titre de tournoi mineur.

## Palmarès
| Année        | Lieu      |                               | Or                            | Argent                        | Bronze |
| ------------ | --------- | ----------------------------- | ----------------------------- | ----------------------------- | ------ |
| 2002 Détails | Messine   | Cuba                          | États-Unis                    | Japon                         |        |
| 2004 Détails | Tainan    | États-Unis                    | Japon                         | Corée du Sud                  |        |
| 2006 Détails | La Havane | États-Unis                    | Taipei chinois                | Cuba                          |        |
| 2008 Détails | Brno      | États-Unis                    | Japon                         | Taipei chinois                |        |
| 2010 Détails | Tokyo     | Cuba                          | États-Unis                    | Japon                         |        |
| 2012 Détails | Taoyuan   | Annulée faute de participants | Annulée faute de participants | Annulée faute de participants |        |
| 2018 Détails | Chiayi    | Japon                         | Taipei chinois                | Corée du Sud                  |        |

## Tableau des médailles
| Rang | Pays           | Or | Argent | Bronze | Total |
| ---- | -------------- | -- | ------ | ------ | ----- |
| 1    | États-Unis     | 3  | 2      | 0      | 5     |
| 2    | Cuba           | 2  | 0      | 1      | 3     |
| 3    | Japon          | 1  | 2      | 2      | 5     |
| 4    | Taipei chinois | 0  | 2      | 1      | 3     |
| 5    | Corée du Sud   | 0  | 0      | 2      | 2     |